# Gabby Chaves
Gabriel "Gabby" Chaves (Bogotá, 7 de julho de 1993) é um automobilista colombiano.
Iniciou sua carreira pilotando karts em 2004, após 3 anos praticando tênis. Profissionalizou-se em 2006, quando competiu na Fórmula Renault 1600, quando, aos 12 anos, tornou-se o piloto mais jovem a competir em uma etapa da categoria (GP da Guatemala, realizado em maio). No ano seguinte ingressou na Fórmula Skip Barber, também com boas atuações.
Em 2008, Gabby, beneficiado por uma permissão da FIA (tinha 14 anos de idade), competiu na Fórmula BMW, onde permaneceu por 2 anos. Dois anos depois, correu na Fórmula 3 italiana, onde passou despercebido. Disputou ainda a GP3 Series em 2011, pela equipe Addax.
Voltou aos EUA em 2012, para correr na Star Mazda Championship. Com desempenho satisfatório (10 pódios em 17 corridas), o colombiano sagrou-se vice-campeão da categoria, com 360 pontos. Mesma posição foi obtida na Indy Lights do ano seguinte, quando, pela Schmidt Peterson Motorsports, conquistou 8 pódios em 10 provas. O título veio em 2014, pela equipe Belardi Auto Racing, superando o desempenho da temporada anterior, com 11 pódios.
Em fevereiro de 2015, Gabby foi oficializado como novo piloto da IndyCar Series, onde representará a Bryan Herta Autosport. Com sua contratação, a Colômbia terá 4 representantes; além do novato, disputarão a temporada: Carlos Muñoz (Andretti Autosport), Juan Pablo Montoya (Penske) e Carlos Huertas (Dale Coyne).

## Links
- «Sítio oficial»
- Perfil de Gabby Chaves no site Driverdb.com (em inglês)
- Gabby Chaves no X